# فلورين لونجو
فلورين لونجو (بالرومانية: Florin Lungu)‏ هو لاعب كرة قدم روماني في مركز الوسط، ولد في 9 يوليو 1980 في كونستانتسا في رومانيا. لعب مع نادي فارول كونستانتسا.